# Michael Michalchuk
Michael Michalchuk (ur. 20 kwietnia 1977 w Victorii) – kanadyjski snowboardzista. Zajął 8. miejsce w halfpipe’ie na igrzyskach w Nagano. Zajął też 16. miejsce w halfpipe’ie na mistrzostwach w San Candido. Najlepsze wyniki w Pucharze Świata osiągnął w sezonie 1996/1997, kiedy to zajął 10. miejsce w klasyfikacji generalnej, a w klasyfikacji halfpipe’a był dziesiąty.
W 2006 r. zakończył karierę.

## Sukcesy

### Igrzyska olimpijskie
| Miejsce | Dzień     | Rok  | Miejscowość    | Konkurencja | Zwycięzca   |
| ------- | --------- | ---- | -------------- | ----------- | ----------- |
| 8.      | 12 lutego | 1998 | Nagano         | Halfpipe    | Gian Simmen |
| 27.     | 11 lutego | 2002 | Salt Lake City | Halfpipe    | Ross Powers |

### Mistrzostwa Świata
| Miejsce | Dzień       | Rok  | Miejscowość | Konkurencja    | Zwycięzca          |
| ------- | ----------- | ---- | ----------- | -------------- | ------------------ |
| 16.     | 24 stycznia | 1997 | San Candido | Halfpipe       | Fabien Rohrer      |
| 25.     | 26 stycznia | 1997 | San Candido | Snowboardcross | Helmut Pramstaller |

### Puchar Świata

#### Miejsca w klasyfikacji generalnej
- 1994/1995 - -
- 1995/1996 - -
- 1996/1997 - 47.
- 1997/1998 - 124.
- 1998/1999 - 101.
- 2000/2001 - 61.
- 2001/2002 - -
- 2002/2003 - -
- 2003/2004 - -
- 2004/2005 - -
- 2005/2006 - 173.

#### Miejsca na podium
1. Mont-Sainte-Anne – 2 lutego 1997 (Halfpipe) – 3. miejsce
2. Mount Bachelor – 16 grudnia 1998 (Halfpipe) – 3. miejsce
3. Whistler – 9 grudnia 2001 (Halfpipe) – 3. miejsce